# Hockey subaquatique
 (13 janvier 2018).
 (janvier 2018).
Si vous disposez d'ouvrages ou d'articles de référence ou si vous connaissez des sites web de qualité traitant du thème abordé ici, merci de compléter l'article en donnant les références utiles à sa vérifiabilité et en les liant à la section « Notes et références ».
Le hockey subaquatique (hockey sous-marin ou octopush) est un sport d'équipe qui se joue en apnée au fond d'une piscine.

## Le jeu
Le jeu oppose, dans une piscine, deux équipes, pendant deux mi-temps de 8 à 15 minutes. Le but du jeu est de progresser, en apnée, en poussant ou en passant un palet pesant 1 à 1,5 kilogramme, à l'aide d'une crosse spécifique afin de le faire entrer dans le but adverse,. Les buts sont posés sur le fond aux extrémités de la piscine.
Les joueurs sont au nombre de six par équipe, puis jusqu’à quatre remplaçants sur le bord de la piscine. L'équipe est, en France, composée de trois défenseurs (le pivot droit, l'arrière (centre) et le pivot gauche) et de trois attaquants (l'ailier-droit, l'avant-centre et l'ailier-gauche).
À la suite de certaines fautes, un joueur peut être sanctionné par une « prison », réduisant ainsi le nombre de joueurs de son équipe dans l'eau. Lorsqu'un joueur est en prison, il est assis sur une chaise à l'extérieur de la piscine. Le temps de prison, en fonction de la gravité de la faute, peut être d'une, deux ou cinq minutes, ou une expulsion définitive.
Afin de se différencier dans l'eau, chaque équipe est identifiée soit par la couleur blanche, soit par la couleur noire. Cette couleur est celle de la crosse et du bonnet des joueurs.

## Pratique du sport

### Matériel

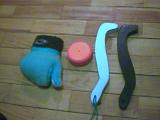
gant, palet (rondelle) et crosses (bâtons)

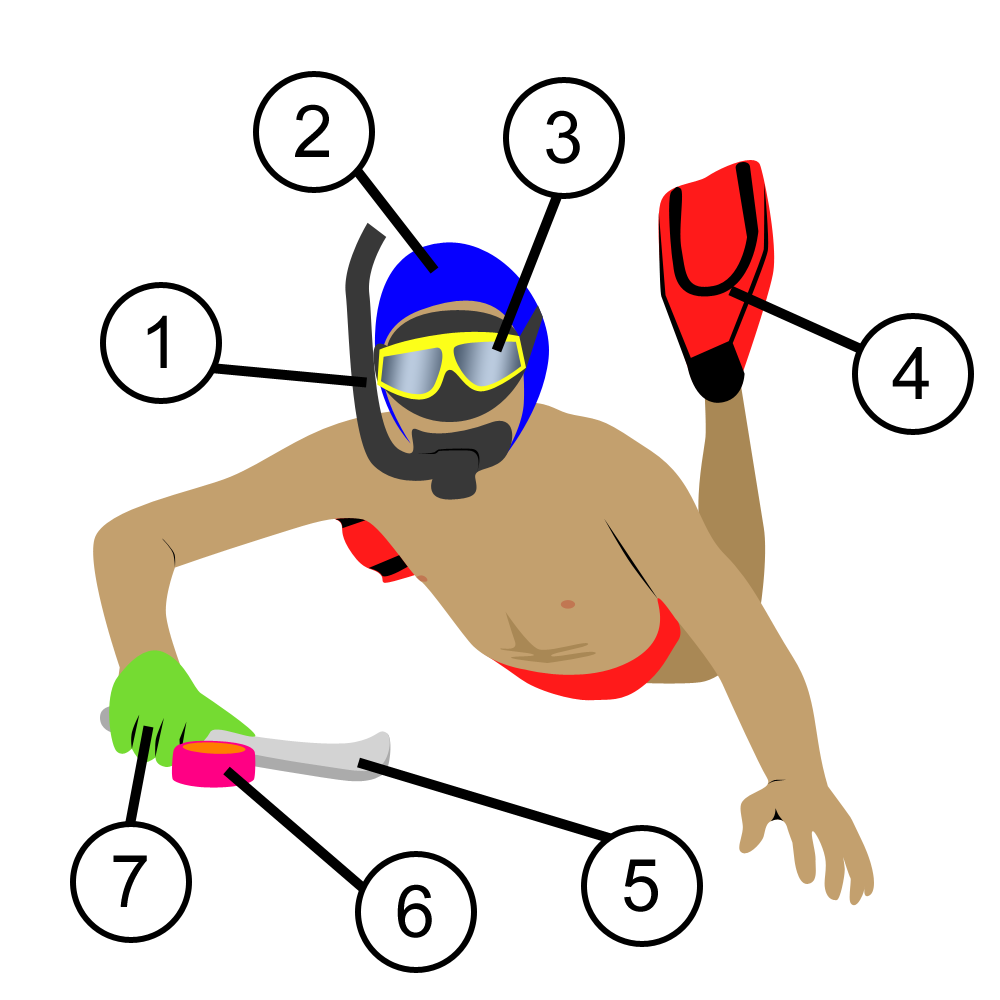
Joueur annoté :
1. tuba et protège bouche 2. bonnet et protection des oreilles 3. masque 4. palmes 5. crosse 6. palet 7. gant

Les joueurs utilisent un masque, un tuba qui sert à pouvoir suivre le jeu tout en reprenant son souffle à la surface, avec un protège bouche, des palmes, un bonnet spécifique à chaque équipe qui protège les oreilles (bonnet de water-polo), un gant protecteur et une crosse (souvent différentes en fonction du style de chacun) (~ 30 cm de longueur).
La crosse devait, jusqu'en 2009, être faite dans un matériau flottant, le plus souvent en bois de frêne ou de hêtre ). Depuis 2009, ce n'est plus obligatoire. Ainsi, aujourd’hui, les crosses sont souvent en matériau composite, à base de résine et de fibre de verre.
Depuis peu[Quand ?], il est obligatoire d'avoir un protège-dents, fixé sur le tuba souple, lors des compétitions officielles pour protéger les dents.
Le palet mesure environ 8 cm de diamètre et 5 cm d'épaisseur. Il pèse 1,5 kg, environ.
Les buts en acier traité ou inoxydable sont en forme de cornière d'une longueur d'environ 3 mètres. Le volume du but est délimité par une cuvette de 300 cm × 12 cm et une hauteur de 18 cm sur la paroi arrière du but.

### Aire de jeu
Le jeu se déroule au fond d'une piscine. L'aire de jeu minimale est de 300 mètres carrés.
Le fond de la piscine doit être plat avec une pente de 5 % au maximum.
La profondeur doit être comprise entre 1,80 m et 4,00 m (2,00 m et 3,65 m +/-10 %).
Ces dimensions réglementaires ne sont pas toujours respectées, les piscines n'étant pas toujours conçues pour la pratique du hockey subaquatique.

### Arbitrage
Les matchs sont arbitrés par deux arbitres dans l'eau et un hors de l'eau. Des arbitres de table notent le score sur la feuille de match, s'occupent du chronomètre (durée du match, durée des « prisons » prises par les joueurs). Les arbitres communiquent entre eux par gestes, l'arbitre situé hors de l'eau est l'arbitre principal qui sert de relai aux autres.

## Spectateurs
Une partie importante des actions se déroulant sous l'eau, pour ne rien rater, les spectateurs peuvent :
- soit être dans la piscine munis d'un masque et d'un tuba ;
- soit regarder la partie aquatique sur des écrans reliés à des caméras aquatiques qui filment sous l'eau. Ces dispositifs sont souvent mis en place pour des championnats importants, tels que les championnats nationaux ou internationaux.

## En mer
Le hockey subaquatique nécessite un fond plat, régulier et glissant. Ces contraintes ont empêché le développement du hockey subaquatique en mer. En novembre 2010, une plateforme sous-marine, flottante a été testée au large de Hyères, en France. Initialement développée par Gérald Muller, mort lors d'un accident de plongée en août 2009 à l'âge de 23 ans, la finalisation de cette aire de jeu a été menée par ses frères. Cette avancée technologique permettra sans doute des développements importants de l'activité en bord de mer.

## Historique
Ce sport est créé en 1954 à Portsmouth par  Alan Blake. Celui-ci regrettait le froid et la diminution de l'activité de natation en hiver, et décide de créer un sport collectif. Il se joue originellement avec des bouteilles de plongée et des crosses longues de hockey sur glace, mais a rapidement raccourci les crosses et opté pour des tubas,.
Il a fallu une quinzaine d'années pour que toutes les fédérations du monde se rallient à ce jeu plus rapide et c'est au milieu des années 1980 que les règles se sont globalement uniformisées.
Le hockey subaquatique n'a cessé depuis de se développer en se fédérant autour de la Confédération mondiale des activités subaquatiques (CMAS) où il fut officiellement reconnu en 1978.
En 1964, au club de la Centrale Sous-Marine à Paris, un groupe de plongeurs avaient imaginé le HO-SU-MA (Hockey sous Marin, prononcé avec l'accent du Pacifique), en prétendant qu'il s'agissait d'un vieux jeu polynésien, qui se jouait avec une palme de cocotier et une noix de coco lestée dans les lagons de Polynésie. Ce jeu s'est pratiqué en 1964, 1965, 1966, dans les piscines Edouard Pailleron et Molitor, avec un plomb rond de la Marine Nationale et une raclette à vitre, le Taoau (qui cassait souvent). Il y avait trois plongeurs par équipe en apnée dans la largeur de la piscine, ou avec bouteille dans la longueur.
C’est à Montauban, en 1968, que le hockey subaquatique apparaît pour la première fois dans sa version moderne. Pour le Canada, le hockey subaquatique (communément appelé hockey sous-marin au Québec) est apparu en 1962.

## Tactiques
De très nombreuses tactiques ont été développées, néanmoins il est possible de distinguer quelques schémas classiques largement utilisés.
Une tactique très usitée consiste à jouer avec trois attaquants et trois défenseurs. À l'engagement, les avants appelés ailier gauche, avant centre et ailier droit forment un triangle. L'avant centre est le plus avancé, les ailiers à ses côtés sont légèrement en retrait.
À l'engagement les trois arrières appelés pivot gauche, arrière central et pivot droit forment un triangle inversé par rapport aux avants. Chacun des deux pivots est collé à son ailier respectif (gauche et droite), l'arrière est légèrement en retrait.
Une autre technique également très utilisée consiste à jouer avec un défenseur, trois milieux (gauche, centre et droit) et deux attaquants.
Un jeu en « 2-2-2 » est aussi souvent pratiqué.
Des techniques plus anciennes, ont été organisées avec un joueur « gardien de but » très en retrait ne participant pas à la construction du jeu.
On a ainsi pu trouver des équipes jouant en « 1-2-1-1-1 ».

## Accidents
Les accidents sont très rares et sont, de manière générale, le plus souvent bénins.
Les blessures superficielles les plus couramment observées sont :
- des coupures aux genoux, aux mains et aux coudes provoquées par le carrelage du fond de la piscine ;
- des ampoules aux niveaux des pieds (orteils, talon) ;
- des hématomes à la suite d'un choc (palet, palme…).

Les blessures plus sérieuses parfois rencontrées sont liées :
- à un choc au visage pouvant entraîner des contusions, des coupures ou des dents cassées (c'est la raison pour laquelle le protège-dents est aujourd'hui obligatoire) ;
- à un choc à la main tenant la crosse pouvant entraîner des entorses du poignet ou du pouce, des tendinites ou même dans le cas extrême des micro-fractures au niveau des phalanges des doigts de la main ;
- (beaucoup plus rarement) à un choc à l'oreille avec une palme pouvant entrainer une perforation du tympan c'est pour cela que le bonnet est équipé de protège oreilles (choc barotraumatique).

Les accidents d'apnée rencontrés lors des épreuves d'apnées traditionnelles (syncopes…) sont inexistants car les apnées sont relativement courtes et dynamiques.

## Structures sportives
Le hockey subaquatique est un sport structuré qui dépend en France de la Fédération française d'études et de sports sous-marins (FFESSM) et au Canada de la Canadian Underwater Games Association (CUGA).
Il existe un championnat par pays, par continent et également un championnat du monde.
Jusqu'en 2012, deux structures concurrentes, la CMAS et la WAA se disputaient le rôle d'organisation supra-nationale pour le hockey subaquatique.
La CMAS, qui est la structure historique, n'était pas assez tournée vers le hockey subaquatique pour certaines fédérations. C'est à la suite de cette dissension que la WAA (World AquaChallenge Association), sous l'impulsion des fédérations néo-zélandaise, australienne et américaine, est née en 2007.
Depuis 2012, la WAA s'est effacée, la CMAS est redevenue l'organisation supra-nationale organisant les championnats de référence.

## Joueurs célèbres
- Alan Blake, joueur anglais, il est l'un des créateurs du hockey subaquatique.

- Kendall Banks[6], joueur américain du club de San José, né en 1957, il participait en 2006 en tant que vétéran à son 14e championnat du Monde. Il est le seul joueur en 2006 à avoir participé à tous les championnats du monde depuis 1980.

- Taylor Benson, joueur néo-zélandais, champion du monde en 2006. Il a entre autres donné son nom à une feinte de palet : « la Benson », où le palet passe sous le joueur bras tendu.

- Sandor Duis, joueur néerlandais, surnommé « the Flying Dutchman » ou « le Dutchie », il fait preuve d'une longévité au plus haut niveau absolument remarquable. Il a ainsi disputé en 2006 son neuvième championnat du monde.

### Français

#### Femmes
- Anne-Claire Lagarde, championne d'Europe 1993, 1995, et 1997, 3e du championnat du monde 1996.

- Cécile Roussel, présidente du CHSPC en 2012.

- Karine Frisse (née le 23 août 1973), championne d'Europe 1997, vice-championne d'Europe 1999, 2001, et 2003, membre de l'équipe de France de 1997 à 2004, capitaine de l'équipe de France puis sélectionneur national jusqu'en 2007 (équipe championne d'Europe en 2005 et 2007, et 3e du championnat du monde en 2006), joueuse puis présidente de la Palme berckoise.

- Gwenaëlle Massue-Foucart, championne d'Europe 2005 et 2007, 3e du championnat du monde 2006, capitaine du Chesnay.

- Marie Peigné, championne d'Europe 2005 et 2007, 3e du championnat du monde 2006, triple vice-championne d'Europe 1999, 2001, et 2003.
- Marie-France Tellemare, championne du monde, d'Europe et de DCM

#### Hommes
- Jacques BRECHAIRE, titré comme joueur et entraineur. Champion du Monde à San José 1998,vice-champion 2000, multiple champion d'Europe (équipe nationale, Elite, Master et club). 2008, Médaille d'or au champion du monde comme entraineur Elite Homme à DURBAN en Afrique du Sud. Entraineur des Elites Féminines : 2009, médaille de bronze à KRANJ en Slovénie et en 2016 à Stellenbosch en Afrique du Sud, médaille d'or au championnat d'Europe 2017 à EGER en Hongrie et 2019 à CASTELLON en Espagne.
- Philippe Van Rechem
- Les trois frères Buki
- Thomas de Trébons
- Luc Horvais, champion du monde 1998, vice-champion 2000, multiple champion d'Europe (équipe nationale et club), licencié au Club Subaquatique de la Marsange et du Bréon (CSMB), à Fontenay-Trésigny.
- Arnaud Lagabbe
- Hervé Thaurus
- Thomas Grossin, champion du monde 2008, multiple champion d'Europe (équipe nationale, et deux fois en club), licencié au Cercle de Hockey Subaquatique de Pontoise-Cergy (CHSPC).
- Raphaël Ginsbourge
- Anthony Rocha, champion du monde 2008, multiple champion d'Europe, licencié au Rennes Sports Sous-Marins (RSSM).
- Bruno Barillere, champion du Monde à San José 1998, plus grande longévité continue en équipe de France de 1984 à 1998. Champion d'Europe en 1993 et 1997, Champion de France en 2000.

## Compétitions

### Championnats du monde
Quatre catégories figurent au programme des championnats : 
- Masters, homme et femme
- Élite, homme et femme

| Année | Lieu           | Premier          | Deuxième         | Troisième        |
| ----- | -------------- | ---------------- | ---------------- | ---------------- |
| 1984  | Chicago        | Australie        | Nouvelle-Zélande | États-Unis       |
| 1986  | Adelaïde       | Australie        | Nouvelle-Zélande | États-Unis       |
| 1988  | Amersfoort     | Nouvelle-Zélande | États-Unis       | Australie        |
| 1990  | Montréal       | Australie        | Nouvelle-Zélande | États-Unis       |
| 1992  | Wellington     | Afrique du Sud   | Australie        | Nouvelle-Zélande |
| 1994  | Grand-Couronne | Australie        | Afrique du Sud   | Royaume-Uni      |
| 1996  | Durban         | Afrique du Sud   | Australie        | France           |
| 1998  | San José       | Afrique du Sud   | Australie        | États-Unis       |
| 2000  | Hobart         | Australie        | Canada           | Afrique du Sud   |
| 2002  | Calgary        | Australie        | Canada           | Afrique du Sud   |
| 2004  | Christchurch   | Pays-Bas         | Nouvelle-Zélande | Australie        |
| 2006  | Sheffield      | Australie        | Canada           | France           |
| 2008  | Durban         | Australie        | Afrique du Sud   | Pays-Bas         |
| 2011  | Coimbra        | Royaume-Uni      | Australie        | Nouvelle-Zélande |
| 2013  | Eger           | Royaume-Uni      | Nouvelle-Zélande | Australie        |
| 2016  | Stellenbosch   | Afrique du Sud   | Nouvelle-Zélande | France           |
| 2018  | Québec         | Nouvelle-Zélande | Royaume-Uni      | Colombie         |

| Année | Lieu           | Premier          | Deuxième         | Troisième                   |
| ----- | -------------- | ---------------- | ---------------- | --------------------------- |
| 1980  | Vancouver      | Pays-Bas         | Royaume-Uni      | États-Unis ou Australie (?) |
| 1982  | Brisbane       | Australie        | Nouvelle-Zélande | Canada                      |
| 1984  | Chicago        | Australie        | Pays-Bas         | Royaume-Uni                 |
| 1986  | Adelaïde       | Canada           | Australie        | Nouvelle-Zélande            |
| 1988  | Amersfoort     | Australie        | Pays-Bas         | Canada                      |
| 1990  | Montréal       | Australie        | Royaume-Uni      | Canada                      |
| 1992  | Wellington     | Australie        | Nouvelle-Zélande | Afrique du Sud              |
| 1994  | Grand-Couronne | Australie        | Afrique du Sud   | Nouvelle-Zélande            |
| 1996  | Durban         | Australie        | Afrique du Sud   | Nouvelle-Zélande            |
| 1998  | San José       | France           | Afrique du Sud   | Australie                   |
| 2000  | Hobart         | Australie        | France           | Canada                      |
| 2002  | Calgary        | Australie        | Nouvelle-Zélande | France                      |
| 2004  | Christchurch   | Nouvelle-Zélande | Australie        | France                      |
| 2006  | Sheffield      | Nouvelle-Zélande | Pays-Bas         | France                      |
| 2008  | Durban         | France           | Nouvelle-Zélande | Afrique du Sud              |
| 2011  | Coimbra        | Australie        | Afrique du Sud   | Colombie                    |
| 2013  | Eger           | France           | Nouvelle-Zélande | Australie                   |
| 2016  | Stellenbosch   | Australie        | Turquie          | Royaume-Uni                 |
| 2018  | Québec         | Nouvelle-Zélande | France           | Turquie                     |

### Championnats d'Europe et Jeux CMAS
Les derniers Championnats d'Europe se sont déroulés à Marseille en mai 2005. En 2007, ils sont remplacés par les jeux de la CMAS, qui se sont tenus en Italie à Bari, avec un nombre restreint d'équipes.
| Année | Lieu        | Premier     | Deuxième       | Troisième                    |
| ----- | ----------- | ----------- | -------------- | ---------------------------- |
| 1985  |             | Royaume-Uni | Pays-Bas       | France                       |
| 1987  |             | Royaume-Uni | France         | Pays-Bas                     |
| 1989  |             | Royaume-Uni | France         | Pays-Bas                     |
| 1991  | Charleroi   | Royaume-Uni | France         | Pays-Bas                     |
| 1993  | Sheffield   | France      | Royaume-Uni    | Pays-Bas                     |
| 1995  | Ammersfort  | France      | Royaume-Uni    | Pays-Bas                     |
| 1997  | Reims       | France      | Pays-Bas       | Royaume-Uni                  |
| 1999  | Kranj       | Pays-Bas    | France         | Royaume-Uni                  |
| 2001  | Belgrade    | Pays-Bas    | France         | Royaume-Uni                  |
| 2003  | Saint-Marin | Pays-Bas    | France         | Yougoslavie[réf. nécessaire] |
| 2005  | Marseille   | France      | Royaume-Uni    | Pays-Bas                     |
| 2007  | Bari        | France      | Turquie        | Espagne                      |
| 2008  | Istanbul    |             |                |                              |
| 2009  | Kranj       | Royaume-Uni | Afrique du Sud | France                       |
| 2011  | Coimbra     |             |                |                              |
| 2017  |             | France      | Espagne        | Royaume-Uni                  |

| Année | Lieu        | Premier     | Deuxième       | Troisième   |
| ----- | ----------- | ----------- | -------------- | ----------- |
| 1985  |             | Royaume-Uni | Pays-Bas       | France      |
| 1987  |             | Pays-Bas    | Royaume-Uni    | France      |
| 1989  |             | Pays-Bas    | Royaume-Uni    | France      |
| 1991  | Charleroi   | Pays-Bas    | Royaume-Uni    | France      |
| 1993  | Sheffield   | Royaume-Uni | Pays-Bas       | France      |
| 1995  | Ammersfort  | France      | Royaume-Uni    | Pays-Bas    |
| 1997  | Reims       | France      | Pays-Bas       | Royaume-Uni |
| 1999  | Kranj       | Pays-Bas    | France         | Royaume-Uni |
| 2001  | Belgrade    | Pays-Bas    | France         | Royaume-Uni |
| 2003  | Saint-Marin | France      | Pays-Bas       | Royaume-Uni |
| 2005  | Marseille   | Pays-Bas    | France         | Royaume-Uni |
| 2007  | Bari        | France      | Turquie        | Slovénie    |
| 2008  | Istanbul    | Turquie     | Royaume-Uni    | France      |
| 2009  | Kranj       | France      | Afrique du Sud | Royaume-Uni |
| 2011  | Coimbra     |             |                |             |
| 2017  |             | Turquie     | Royaume-Uni    | France      |

## Championnats de France

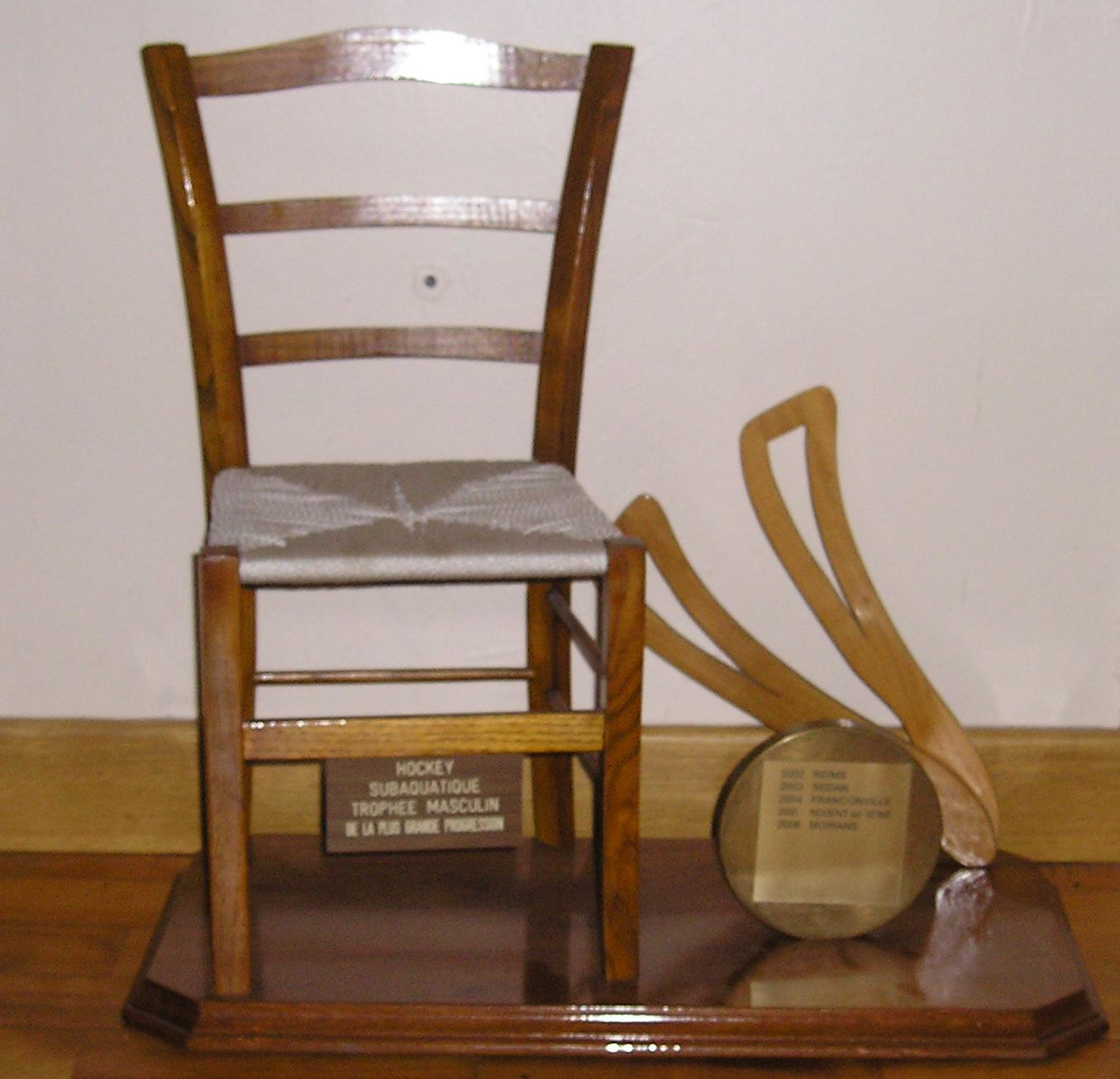
Trophée de la meilleure progression.

Le championnat de France comprend pour les adultes deux divisions féminines et quatre divisions masculines. Il est précédé par des championnats régionaux, à l'issue desquels les équipes qualifiées intègrent les différentes divisions du championnat de France.
Le trophée des meilleures équipes masculines et féminines sont remis en jeu chaque année.
Il existe également un championnat par catégorie d'âge pour les mineurs (benjamins, minimes, cadets et juniors).
Le premier championnat de France a été organisé à Reims en 1982.
Le trophée de la meilleure progression est remis chaque année à l'issue du championnat de France de D1. Un trophée soulignant la progression la plus importante est remis à la meilleure équipe féminine, un autre à la meilleure équipe masculine. La forme de ce trophée, une chaise, vient du fait qu'au début il récompensait l'équipe qui avait eu le plus de joueurs en « prison ». Après quelques années, et pour éviter une compétition malsaine, on l'a attribué à l'équipe ayant le plus progressé par rapport à l'année précédente.
Ce trophée unique est conservé une année par l'équipe qui l'a gagné, il est remis en jeu l'année suivante.